# A1GP-Saison 2007/08
Die A1GP-Saison 2007/08 wurde vom 29. September 2007 bis zum 4. Mai 2008 auf insgesamt zehn Rennstrecken ausgetragen. Als Weltmeister ging die Schweiz hervor.

## Überblick
Die Saison 2007/2008 war die dritte der A1GP-Serie. Team Schweiz mit Neel Jani als Stammfahrer setzte sich am Ende mit insgesamt vier Rennsiegen durch, was den ersten Titel für die Schweizer bedeutete. Vizemeister wurde erneut das neuseeländische Team, das auch viermal siegreich war, den dritten Gesamtplatz sicherte sich abermals Großbritannien mit zwei Rennerfolgen. Ebenfalls Rennsiege verbuchen konnten die Teams aus Deutschland (zwei Mal), Frankreich, Indien (zwei Mal), Irland, Kanada, Südafrika (zwei Mal) und den USA.
Vor dem zweiten Rennwochenende in Brno wurde offiziell bekanntgegeben, dass die Serie mit Ferrari einen Motorenausrüster-Vertrag mit Wirkung ab der folgenden Saison abgeschlossen hatte. Er sollte eine Laufzeit von sechs Jahren umfassen.
In der dritten Saison rückte die Umweltproblematik im Motorsport in den Fokus der A1GP-Organisatoren. Sie riefen die Kampagne THINK – Greener Racing ins Leben, die der Serie grobe CO2-Ausstoß-Reduktionsvorgaben setzte und das Bewusstsein für den Umweltschutz steigern wollte.
In diesem Sinne wurde vor der Saison ein Treibstoff mit 85-prozentigem Ethanolanteil getestet, der sich jedoch für den Renneinsatz als ungeeignet erwies. Man konzentrierte sich in der Folge auf die Anpassung der Motoren an einen Kraftstoff mit 30 Prozent Ethanol, was sich ebenfalls problematisch gestaltete; so musste der Premiereneinsatz von der Auftaktveranstaltung in Zandvoort auf das Rennwochenende in Taupo verschoben werden.
Zum Personentransport im und um das Fahrerlager sollten außerdem nur noch Elektroscooter verwendet werden.

## Auto
Als Einheitsauto kam nach wie vor der Lola-Zytek mit Cooper-Tires-Bereifung zum Einsatz, siehe A1GP-Autos. Ab dem Rennwochenende in Taupo wurde er mit (vermeintlich umweltfreundlicherem) E30-Sprit betrieben.

## Teams
An der Saison nahmen 22 Teams teil (siehe Team- und Fahrerübersicht). Singapur und Griechenland gehörten der Serie nicht mehr an, neue Teams waren nicht am Start. Alle Teams traten durchgängig an.
| Team           | Seatholder                  | Rennstall                                      | Fahrer               | Rennwochenenden | SR | HR | RG |
| -------------- | --------------------------- | ---------------------------------------------- | -------------------- | --------------- | -- | -- | -- |
| Australien     | Alan Jones                  | Alan Docking Racing                            | Ian Dyk              | 1–4             | 4  | 4  | 8  |
| Australien     | Alan Jones                  | Alan Docking Racing                            | John Martin          | 5–10            | 6  | 6  | 12 |
| Brasilien      | Emerson Fittipaldi          | Argo Racing                                    | Sérgio Jimenez       | 1–6             | 6  | 6  | 12 |
| Brasilien      | Emerson Fittipaldi          | Argo Racing                                    | Bruno Junqueira      | 7–8             | 2  | 2  | 4  |
| Brasilien      | Emerson Fittipaldi          | Argo Racing                                    | Alexandre Negrão     | 9–10            | 2  | 2  | 4  |
| China          | Liu Yu                      | Team Astromega                                 | Cheng Cong Fu        | 1–10            | 10 | 10 | 20 |
| Deutschland    | Willi Weber                 | DS Motorsport Ltd                              | Christian Vietoris   | 1–2, 5          | 3  | 3  | 6  |
| Deutschland    | Willi Weber                 | DS Motorsport Ltd                              | Michael Ammermüller  | 3–4, 6–10       | 7  | 7  | 14 |
| Frankreich     | Jean Paul Driot             | DAMS                                           | Loïc Duval           | 1, 3–7          | 6  | 6  | 12 |
| Frankreich     | Jean Paul Driot             | DAMS                                           | Nicolas Lapierre     | 2               | 1  | 1  | 2  |
| Frankreich     | Jean Paul Driot             | DAMS                                           | Jonathan Cochet      | 7               | –  | –  | –  |
| Frankreich     | Jean Paul Driot             | DAMS                                           | Jonathan Cochet      | 8               | 1  | 1  | 2  |
| Frankreich     | Jean Paul Driot             | DAMS                                           | Franck Montagny      | 9–10            | 2  | 2  | 4  |
| Großbritannien | Tony Clements               | eigener                                        | Oliver Jarvis        | 1, 3–4, 7–8     | 5  | 5  | 10 |
| Großbritannien | Tony Clements               | eigener                                        | Robbie Kerr          | 2, 5–6, 9–10    | 5  | 5  | 10 |
| Indien         | Ravi Chilukuri              | Arena Motorsport                               | Narain Karthikeyan   | 1–6, 8–10       | 9  | 9  | 18 |
| Indien         | Ravi Chilukuri              | Arena Motorsport                               | Parthiva Sureshwaren | 7               | 1  | 1  | 2  |
| Indonesien     | Bagoes Hermanto             | CMS Operations (bis Zhuhai) Performance Racing | Satrio Hermanto      | 1–10            | 10 | 10 | 20 |
| Irland         | Mark Gallagher Mark Kershaw | Status Grand Prix                              | Ralph Firman         | 1               | 1  | 1  | 2  |
| Irland         | Mark Gallagher Mark Kershaw | Status Grand Prix                              | Adam Carroll         | 2–10            | 9  | 9  | 18 |
| Italien        | Piercarlo Ghinzani          | Team Ghinzani                                  | Enrico Toccacelo     | 1–3             | 3  | 3  | 6  |
| Italien        | Piercarlo Ghinzani          | Team Ghinzani                                  | Edoardo Piscopo      | 4–10            | 7  | 7  | 14 |
| Kanada         | Wade Cherwayko              | Status Grand Prix                              | James Hinchcliffe    | 1–2, 10         | 3  | 3  | 6  |
| Kanada         | Wade Cherwayko              | Status Grand Prix                              | Robert Wickens       | 3–9             | 7  | 7  | 14 |
| Libanon        | Tameem Auchi                | Argo Racing                                    | Chris Alajajian      | 1, 3–6          | 5  | 5  | 10 |
| Libanon        | Tameem Auchi                | Argo Racing                                    | Khalil Beschir       | 2, 7, 10        | 3  | 3  | 6  |
| Libanon        | Tameem Auchi                | Argo Racing                                    | Jimmy Auby           | 8–9             | 2  | 2  | 4  |
| Malaysia       | Alex Yoong                  | eigener                                        | Alex Yoong           | 1–5, 8–9        | 7  | 7  | 14 |
| Malaysia       | Alex Yoong                  | eigener                                        | Fairuz Fauzy         | 6–7, 10         | 3  | 3  | 6  |
| Mexiko         | Juan Cortina Julio Jáuregui | Teamcraft                                      | Salvador Durán       | 1               | 1  | 1  | 2  |
| Mexiko         | Juan Cortina Julio Jáuregui | Teamcraft                                      | Michel Jourdain jr.  | 2–3             | 2  | 2  | 4  |
| Mexiko         | Juan Cortina Julio Jáuregui | Teamcraft                                      | David Garza          | 4–8             | 5  | 5  | 10 |
| Mexiko         | Juan Cortina Julio Jáuregui | Teamcraft                                      | Jorge Goeters        | 9               | 1  | 1  | 2  |
| Mexiko         | Juan Cortina Julio Jáuregui | Teamcraft                                      | David Martínez       | 10              | 1  | 1  | 2  |
| Neuseeland     | Colin Giltrap               | DS Motorsport                                  | Jonny Reid           | 1–10            | 10 | 10 | 20 |
| Niederlande    | Jan Lammers                 | Racing for Holland                             | Jeroen Bleekemolen   | 1–10            | 10 | 10 | 20 |
| Pakistan       | Arif Husain                 | Performance Racing                             | Adam Khan            | 1–10            | 10 | 10 | 20 |
| Portugal       | Luís Vicente                | eigener                                        | João Urbano          | 1–6             | 6  | 6  | 12 |
| Portugal       | Luís Vicente                | eigener                                        | Filipe Albuquerque   | 7–10            | 4  | 4  | 8  |
| Schweiz        | Max Welti                   | Max Motorsport                                 | Neel Jani            | 1–10            | 10 | 10 | 20 |
| Südafrika      | Tokyo Sexwale               | DAMS                                           | Adrian Zaugg         | 1–10            | 10 | 10 | 20 |
| Tschechien     | Antonín Charouz             | Charouz Racing System                          | Erik Janiš           | 1–3             | 3  | 3  | 6  |
| Tschechien     | Antonín Charouz             | Charouz Racing System                          | Tomáš Enge           | 4–6             | 3  | 3  | 6  |
| Tschechien     | Antonín Charouz             | Charouz Racing System                          | Josef Král           | 7               | 1  | 1  | 2  |
| Tschechien     | Antonín Charouz             | Charouz Racing System                          | Filip Salaquarda     | 8–10            | 3  | 3  | 6  |
| USA            | Rick Weidinger              | eigener                                        | Buddy Rice           | 1–2             | 2  | 2  | 4  |
| USA            | Rick Weidinger              | eigener                                        | Jonathan Summerton   | 3–10            | 8  | 8  | 16 |

- Erklärung: Klein geschriebene Fahrer nahmen am jeweiligen Wochenende ausschließlich am zweiten oder dritten Training teil.

| Rookies        | Rookies               | Rookies         |
| Team           | Fahrer                | Rennwochenenden |
| -------------- | --------------------- | --------------- |
| Australien     | John Martin           | 2–8             |
| Australien     | Nathan Antunes        | 9–10            |
| Brasilien      | Sérgio Jimenez        | 2–4             |
| Brasilien      | Clemente de Faria jr. | 5–6             |
| Brasilien      | Alexandre Negrão      | 7, 10           |
| Brasilien      | Felipe Guimarães      | 8–9             |
| China          | Marchy Lee            | 2–3             |
| Deutschland    | Christian Vietoris    | 2, 5            |
| Deutschland    | Michael Ammermüller   | 3–4, 7          |
| Deutschland    | Michael Klein         | 6               |
| Frankreich     | Nicolas Prost         | 2, 7–10         |
| Frankreich     | Jonathan Cochet       | 6               |
| Großbritannien | Oliver Jarvis         | 3               |
| Großbritannien | Danny Watts           | 4               |
| Großbritannien | James Winslow         | 5–6, 10         |
| Großbritannien | Duncan Tappy          | 8–9             |
| Indien         | Parthiva Sureshwaren  | 2–5, 7–10       |
| Indonesien     | Satrio Hermanto       | 2–10            |
| Irland         | Adam Carroll          | 2–5             |
| Irland         | Niall Quinn           | 6–10            |
| Italien        | Paolo Bossini         | 2               |
| Italien        | Edoardo Piscopo       | 3–7             |
| Italien        | Davide Rigon          | 8–9             |
| Italien        | Frankie Provenzano    | 10              |
| Kanada         | Robert Wickens        | 2–6             |
| Kanada         | Daniel Morad          | 7–10            |
| Libanon        | Khalil Beschir        | 2, 4, 7, 10     |
| Libanon        | Chris Alajajian       | 3, 5–6          |
| Libanon        | Jimmy Auby            | 8–9             |
| Malaysia       | Aaron Lim             | 2–5, 8–10       |
| Malaysia       | Fairuz Fauzy          | 6–7             |
| Mexiko         | Michel Jourdain jr.   | 2–3             |
| Mexiko         | David Garza           | 4–7             |
| Mexiko         | David Martínez        | 8, 10           |
| Neuseeland     | Earl Bamber           | 3–4, 6          |
| Neuseeland     | Brendon Hartley       | 5               |
| Neuseeland     | Chris van der Drift   | 10              |
| Niederlande    | Arie Luyendyk junior  | 2–10            |
| Pakistan       | Adam Khan             | 7–8             |
| Portugal       | João Urbano           | 2–3             |
| Portugal       | Gonçalo Araújo        | 4               |
| Portugal       | Frederico Duarte      | 5–6             |
| Portugal       | Filipe Albuquerque    | 7, 9–10         |
| Portugal       | Bruno Serra           | 8               |
| Schweiz        | Natacha Gachnang      | 2               |
| Schweiz        | Rahel Frey            | 3, 8            |
| Schweiz        | Alexandre Imperatori  | 4, 9–10         |
| Schweiz        | Tom Dillmann          | 5–6             |
| Schweiz        | Marcel Fässler        | 7               |
| Südafrika      | Wesleigh Orr          | 2–10            |
| Tschechien     | Erik Janiš            | 2–4             |
| Tschechien     | Jaroslav Janiš        | 5–6             |
| Tschechien     | Josef Král            | 7               |
| Tschechien     | Filip Salaquarda      | 8–10            |
| USA            | Charlie Kimball       | 2–5             |

## Rennkalender
Der Kalender der Saison 2007/2008 bestand aus zehn Rennwochenenden.
| Nr. | Datum                    | Rennstrecke                    | -nlänge | Sieger         | Zweiter        | Dritter        |
| --- | ------------------------ | ------------------------------ | ------- | -------------- | -------------- | -------------- |
| 1.  | 29. – 30. September 2007 | Circuit Park Zandvoort         | 4.627 m | Südafrika      | Frankreich     | Niederlande    |
| 1.  | 29. – 30. September 2007 | Circuit Park Zandvoort         | 4.627 m | Großbritannien | Südafrika      | Schweiz        |
| 2.  | 12. – 14. Oktober 2007   | Automotodrom Brno              | 5.403 m | Neuseeland     | Großbritannien | Irland         |
| 2.  | 12. – 14. Oktober 2007   | Automotodrom Brno              | 5.403 m | Neuseeland     | Niederlande    | Schweiz        |
| 3.  | 23. – 25. November 2007  | Sepang International Circuit   | 5.542 m | Schweiz        | Frankreich     | Kanada         |
| 3.  | 23. – 25. November 2007  | Sepang International Circuit   | 5.542 m | Schweiz        | Frankreich     | Brasilien      |
| 4.  | 14. – 16. Dezember 2007  | Zhuhai International Circuit   | 4.319 m | Deutschland    | Schweiz        | China          |
| 4.  | 14. – 16. Dezember 2007  | Zhuhai International Circuit   | 4.319 m | Indien         | Neuseeland     | Südafrika      |
| 5.  | 18. – 20. Januar 2008    | Taupo Motorsport Park          | 3.321 m | Neuseeland     | Deutschland    | Frankreich     |
| 5.  | 18. – 20. Januar 2008    | Taupo Motorsport Park          | 3.321 m | Deutschland    | Kanada         | Frankreich     |
| 6.  | 1. – 3. Februar 2008     | Eastern Creek Raceway          | 3.930 m | Frankreich     | Neuseeland     | Kanada         |
| 6.  | 1. – 3. Februar 2008     | Eastern Creek Raceway          | 3.930 m | Südafrika      | Schweiz        | Großbritannien |
| 7.  | 22. – 24. Februar 2008   | Durban Street Circuit          | 3.200 m | Kanada         | Großbritannien | Schweiz        |
| 7.  | 22. – 24. Februar 2008   | Durban Street Circuit          | 3.200 m | Schweiz        | Frankreich     | Portugal       |
| 8.  | 14. – 16. März 2008      | Autódromo Hermanos Rodríguez   | 4.084 m | Neuseeland     | Großbritannien | Schweiz        |
| 8.  | 14. – 16. März 2008      | Autódromo Hermanos Rodríguez   | 4.084 m | Irland         | Großbritannien | USA            |
| 9.  | 11. – 13. April 2008     | Shanghai International Circuit | 4.603 m | Schweiz        | Kanada         | Portugal       |
| 9.  | 11. – 13. April 2008     | Shanghai International Circuit | 4.603 m | USA            | Portugal       | Irland         |
| 10. | 2. – 4. Mai 2008         | Brands Hatch                   | 3.703 m | Großbritannien | USA            | Irland         |
| 10. | 2. – 4. Mai 2008         | Brands Hatch                   | 3.703 m | Indien         | Großbritannien | Schweiz        |

Vor der Saison wurden am 28./29. August und 18./19. September zwei offizielle Tests in Silverstone abgehalten.
Ein für Anfang November geplantes Rennwochenende in Asien (vermutlich Sentul) wurde aus dem Kalender genommen.

## Regeländerungen
Von den weiterhin vier Qualifikationsabschnitten dienten nun die ersten zwei der Ermittlung der Startreihenfolge des Sprintrennens und die restlichen beiden der des Hauptrennens, wobei jeweils die schnellste der je zwei Zeiten ausschlaggebend war. Damit wurde erreicht, dass ein Team, das im Sprintrennen stark abschnitt, nicht länger automatisch einen guten Startplatz für das Hauptrennen innehatte.
Um das Sprintrennen aufzuwerten, gab es dort nun genauso viele Punkte zu erzielen wie im Hauptrennen, welche nach dem neuen Punktesystem in der Reihenfolge 15-12-10-8-6-5-4-3-2-1 verteilt wurden. Neu war auch, dass für beide Rennen getrennt je ein Punkt für die schnellste Runde vergeben wurde. Außerdem wurde nun ein Drittel des für ein Rennwochenende ausgelobten Preisgeldes im Sprintrennen ausgeschüttet – bisher hatte es dort für Platzierungen in den Top Ten kein Preisgeld gegeben.
Im Hauptrennen mussten die Piloten neuerdings zwei und nicht mehr nur einen Pflichtboxenstopp erledigen, welche nach wie vor nur in festgelegten Zeitfenstern absolviert werden durften. Das erste befand sich zwischen den Runden acht und 16, die Zeitspanne des zweiten Fensters wurde den Teams bei jedem Rennwochenende erst kurz vor dem Start des Hauptrennens mitgeteilt. Dadurch waren die Teams nun gezwungen, ihre Strategien kurzfristig anzupassen.
Die Bemessung der Renndauern wurde leicht verändert: Das Sprintrennen durfte nun maximal 29 Minuten plus eine Runde, das Hauptrennen 69 Minuten plus eine Runde dauern.
Vor der Saison wurden die „Rookie-Tests“ eingeführt, die erstmals auch private Testfahrten der Teams mit den A1GP-Boliden möglich machten. Ein solcher Rookie-Test durfte einmal pro Team vor Saisonbeginn für Fahrer, die bisher noch nicht in der A1GP-Serie angetreten waren, auf einer im Saisonverlauf nicht für A1GP-Rennen genutzten Strecke durchgeführt werden.
Team Libanon setzte sich mit einem privaten Test in Zhuhai einmal über das Sportreglement hinweg, Chris Alajajian und Khalil Beschir wurden daraufhin beim entsprechenden Rennwochenende vom Rookietraining ausgeschlossen.
Indien wurde aus der Liste der „Motorsport-Entwicklungsländer“ herausgenommen.

## Ergebnisse
| Pos. | Team           | ZAN SR | ZAN HR | BRN SR | BRN HR | SEP SR | SEP HR  | ZHU SR | ZHU HR | TAU SR | TAU HR | EAS SR | EAS HR | DUR SR  | DUR HR | MEX SR | MEX HR | SHA SR | SHA HR | BRA SR | BRA HR | Pkte |
| ---- | -------------- | ------ | ------ | ------ | ------ | ------ | ------- | ------ | ------ | ------ | ------ | ------ | ------ | ------- | ------ | ------ | ------ | ------ | ------ | ------ | ------ | ---- |
| 1    | Schweiz        | 5 JAN  | 3 JAN  | 8 JAN  | 3 JAN  | 1 JAN  | 1 JAN   | 2 JAN  | 6 JAN  | 22 JAN | 13 JAN | 10 JAN | 2 JAN  | 3 JAN   | 1 JAN  | 3 JAN  | 19 JAN | 1 JAN  | 5 JAN  | 4 JAN  | 3 JAN  | 168  |
| 2    | Neuseeland     | 9 REI  | 7 REI  | 1 REI  | 1 REI  | 5 REI  | 8 REI   | 10 REI | 2 REI  | 1 REI  | 4 REI  | 2 REI  | 9 REI  | 20 REI  | 10 REI | 1 REI  | 12 REI | 22 REI | 4 REI  | 8 REI  | 8 REI  | 127  |
| 3    | Großbritannien | 7 JAR  | 1 JAR  | 2 KER  | 17 KER | 6 JAR  | 12 JAR  | 6 JAR  | 5 JAR  | 20 KER | 19 KER | 16 KER | 3 KER  | 2 JAR   | 11 JAR | 2 JAR  | 2 JAR  | 9 KER  | 9 KER  | 1 KER  | 2 KER  | 126  |
| 4    | Frankreich     | 2 DUV  | 5 DUV  | 6 LAP  | 5 LAP  | 2 DUV  | 2 DUV   | 8 DUV  | 7 DUV  | 3 DUV  | 3 DUV  | 1 DUV  | 21 DUV | 11 DUV  | 2 DUV  | 12 COC | 13 COC | 12 MON | 8 MON  | 10 MON | 5 MON  | 118  |
| 5    | Südafrika      | 1 ZAU  | 2 ZAU  | 4 ZAU  | 16 ZAU | 10 ZAU | 19 ZAU  | 20 ZAU | 3 ZAU  | 4 ZAU  | 7 ZAU  | 7 ZAU  | 1 ZAU  | 13 ZAU  | 7 ZAU  | 20 ZAU | 6 ZAU  | 7 ZAU  | 16 ZAU | 7 ZAU  | 11 ZAU | 96   |
| 6    | Irland         | 8 FIR  | 6 FIR  | 3 CAR  | 6 CAR  | 7 CAR  | 7 CAR   | 4 CAR  | 16 CAR | 6 CAR  | 5 CAR  | 15 CAR | 13 CAR | 15 CAR  | 15 CAR | 4 CAR  | 1 CAR  | 11 CAR | 3 CAR  | 3 CAR  | 13 CAR | 94   |
| 7    | Niederlande    | 3 BLE  | 8 BLE  | 5 BLE  | 2 BLE  | 18 BLE | 4 BLE   | 9 BLE  | 18 BLE | 5 BLE  | 8 BLE  | 9 BLE  | 8 BLE  | 5 BLE   | 4 BLE  | 8 BLE  | 4 BLE  | 17 BLE | 18 BLE | 9 BLE  | 6 BLE  | 87   |
| 8    | Deutschland    | 6 VIE  | 9 VIE  | 7 VIE  | 8 VIE  | 16 AMM | DSQ AMM | 1 AMM  | 4 AMM  | 2 VIE  | 1 VIE  | 4 AMM  | 7 AMM  | DSQ AMM | 20 AMM | 22 AMM | 20 AMM | 6 AMM  | 10 AMM | 11 AMM | 19 AMM | 83   |
| 9    | Kanada         | 19 HIN | 18 HIN | 12 HIN | 11 HIN | 3 WIC  | 20 WIC  | 15 WIC | 19 WIC | 18 WIC | 2 WIC  | 3 WIC  | 6 WIC  | 1 WIC   | 12 WIC | 7 WIC  | 5 WIC  | 2 WIC  | 20 WIC | 15 HIN | 17 HIN | 75   |
| 10   | Indien         | 10 KAR | 20 KAR | 21 KAR | 9 KAR  | 11 KAR | 6 KAR   | 7 KAR  | 1 KAR  | 10 KAR | 22 KAR | 11 KAR | 11 KAR | 17 SUR  | 17 SUR | 13 KAR | 9 KAR  | 5 KAR  | 7 KAR  | 5 KAR  | 1 KAR  | 61   |
| 11   | Portugal       | 11 URB | 22 URB | 9 URB  | 18 URB | 13 URB | 21 URB  | 19 URB | 12 URB | 8 URB  | 12 URB | 12 URB | 16 URB | 7 ALB   | 3 ALB  | 6 ALB  | 7 ALB  | 3 ALB  | 2 ALB  | 6 ALB  | 7 ALB  | 59   |
| 12   | USA            | 22 RIC | 13 RIC | 16 RIC | 15 RIC | 12 SUM | 10 SUM  | 12 SUM | 10 SUM | 7 SUM  | 14 SUM | 5 SUM  | 22 SUM | 10 SUM  | 18 SUM | 5 SUM  | 3 SUM  | 21 SUM | 1 SUM  | 2 SUM  | 12 SUM | 56   |
| 13   | China          | 17 CHE | 15 CHE | 10 CHE | 4 CHE  | 21 CHE | 5 CHE   | 3 CHE  | 9 CHE  | 14 CHE | 15 CHE | 14 CHE | 10 CHE | 4 CHE   | 6 CHE  | 17 CHE | 10 CHE | 10 CHE | 15 CHE | 21 CHE | 4 CHE  | 55   |
| 14   | Brasilien      | 13 JIM | 11 JIM | 11 JIM | 7 JIM  | 4 JIM  | 3 JIM   | 18 JIM | 21 JIM | 13 JIM | 6 JIM  | 8 JIM  | 4 JIM  | 21 JUN  | 9 JUN  | 10 JUN | 8 JUN  | 14 NEG | 13 NEG | 16 NEG | 14 NEG | 44   |
| 15   | Malaysia       | 16 YOO | 21 YOO | 17 YOO | 14 YOO | 9 YOO  | 13 YOO  | 21 YOO | 22 YOO | 21 YOO | 16 YOO | 20 FAU | 17 FAU | 9 FAU   | 5 FAU  | 9 YOO  | 15 YOO | 4 YOO  | 6 YOO  | 13 FAU | 20 FAU | 25   |
| 16   | Mexiko         | 4 DUR  | 4 DUR  | 13 JOU | 22 JOU | 20 JOU | 11 JOU  | 16 DGA | 11 DGA | 17 DGA | 9 DGA  | 17 DGA | 18 DGA | 8 DGA   | 19 DGA | 16 DGA | 14 DGA | 20 GOE | 21 GOE | 20 MAR | 16 MAR | 22   |
| 17   | Australien     | 21 DYK | 12 DYK | 22 DYK | 13 DYK | 22 DYK | 9 DYK   | 13 DYK | 15 DYK | 9 JMA  | 17 JMA | 6 JMA  | 5 JMA  | 6 JMA   | 14 JMA | 21 JMA | 21 JMA | 15 JMA | 14 JMA | 14 JMA | 22 JMA | 20   |
| 18   | Italien        | 12 TOC | 14 TOC | 14 TOC | 10 TOC | 8 TOC  | 18 TOC  | 11 PIS | 20 PIS | 12 PIS | 20 PIS | 13 PIS | 14 PIS | 14 PIS  | 8 PIS  | 11 PIS | 22 PIS | 8 PIS  | 12 PIS | 17 PIS | 9 PIS  | 12   |
| 19   | Tschechien     | 15 EJA | 10 EJA | 18 EJA | 12 EJA | 15 EJA | 15 EJA  | 5 ENG  | 8 ENG  | 19 ENG | 11 ENG | 18 ENG | 15 ENG | 18 KRA  | 16 KRA | 18 SAL | 16 SAL | 13 SAL | 11 SAL | 12 SAL | 15 SAL | 10   |
| 20   | Pakistan       | 18 KHA | 17 KHA | 15 KHA | 20 KHA | 17 KHA | 14 KHA  | 14 KHA | 14 KHA | 11 KHA | 10 KHA | 22 KHA | 12 KHA | 12 KHA  | 22 KHA | 19 KHA | 18 KHA | 16 KHA | 17 KHA | 18 KHA | 21 KHA | 1    |
| 21   | Indonesien     | 20 HER | 16 HER | 19 HER | 19 HER | 19 HER | 16 HER  | 17 HER | 17 HER | 16 HER | 18 HER | 21 HER | 20 HER | 16 HER  | 21 HER | 14 HER | 11 HER | 19 HER | 19 HER | 19 HER | 10 HER | 1    |
| 22   | Libanon        | 14 ALA | 19 ALA | 20 BES | 21 BES | 14 ALA | 17 ALA  | 22 ALA | 13 ALA | 15 ALA | 21 ALA | 19 ALA | 19 ALA | 19 BES  | 13 BES | 15 AUB | 17 AUB | 18 AUB | 22 AUB | 22 BES | 18 BES | 0    |

| Legende  | Legende            | Legende                                                          |
| Farbe    | Abkürzung          | Bedeutung                                                        |
| -------- | ------------------ | ---------------------------------------------------------------- |
| Gold     | –                  | Sieg                                                             |
| Silber   | –                  | 2. Platz                                                         |
| Bronze   | –                  | 3. Platz                                                         |
| Grün     | –                  | Platzierung in den Punkten                                       |
| Blau     | –                  | Klassifiziert außerhalb der Punkteränge                          |
| Violett  | DNF                | Rennen nicht beendet (did not finish)                            |
| Violett  | NC                 | nicht klassifiziert (not classified)                             |
| Rot      | DNQ                | nicht qualifiziert (did not qualify)                             |
| Rot      | DNPQ               | in Vorqualifikation gescheitert (did not pre-qualify)            |
| Schwarz  | DSQ                | disqualifiziert (disqualified)                                   |
| Weiß     | DNS                | nicht am Start (did not start)                                   |
| Weiß     | WD                 | zurückgezogen (withdrawn)                                        |
| Hellblau | PO                 | nur am Training teilgenommen (practiced only)                    |
| Hellblau | TD                 | Freitags-Testfahrer (test driver)                                |
| ohne     | DNP                | nicht am Training teilgenommen (did not practice)                |
| ohne     | INJ                | verletzt oder krank (injured)                                    |
| ohne     | EX                 | ausgeschlossen (excluded)                                        |
| ohne     | DNA                | nicht erschienen (did not arrive)                                |
| ohne     | C                  | Rennen abgesagt (cancelled)                                      |
| ohne     | keine WM-Teilnahme |                                                                  |
| sonstige | P/fett             | Pole-Position                                                    |
| sonstige | 1/2/3/4/5/6/7/8    | Punktplatzierung im Sprint-/Qualifikationsrennen                 |
| sonstige | SR/kursiv          | Schnellste Rennrunde                                             |
| sonstige | *                  | nicht im Ziel, aufgrund der zurückgelegten Distanz aber gewertet |
| sonstige | ()                 | Streichresultate                                                 |
| sonstige | unterstrichen      | Führender in der Gesamtwertung                                   |

## Berichterstattung
Im deutschsprachigen Raum übertrug nach wie vor der Pay-TV-Sender Premiere die Serie, allerdings wurde nur noch das Hauptrennen live gezeigt. Das Qualifying wurde komplett aus dem Programm genommen, das Sprintrennen wurde nun als kurze Zusammenfassung unmittelbar vor dem Hauptrennen ausgestrahlt. Zum Rennwochenende in Sepang stieg außerdem das Schweizer Sportfernsehen in die A1GP-Übertragung ein. Es zeigte, zunächst auf U1-TV und später auf Star TV, die Hauptrennen entweder live oder als Aufzeichnung.